# Avenue de Versailles
L'avenue de Versailles est une voie située dans le 16e arrondissement de Paris, en France.

## Situation et accès
L'avenue de Versailles débute sur la place Clément-Ader, à proximité de la maison de Radio France et de la Seine, et se termine sur la place de la Porte-de-Saint-Cloud. Elle est longue de 2,080 km.

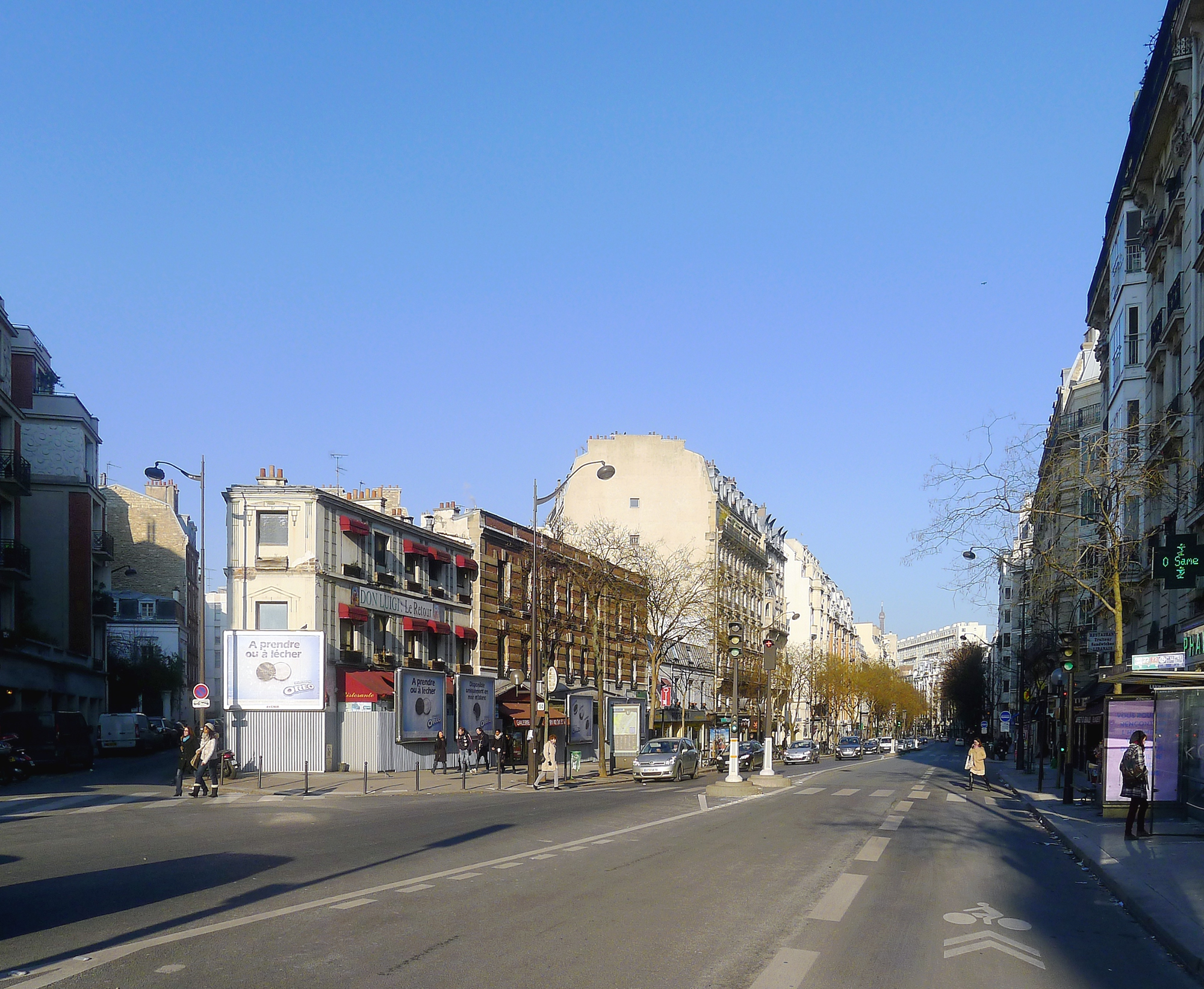
Avenue de Versailles en direction de la place Clément-Ader.
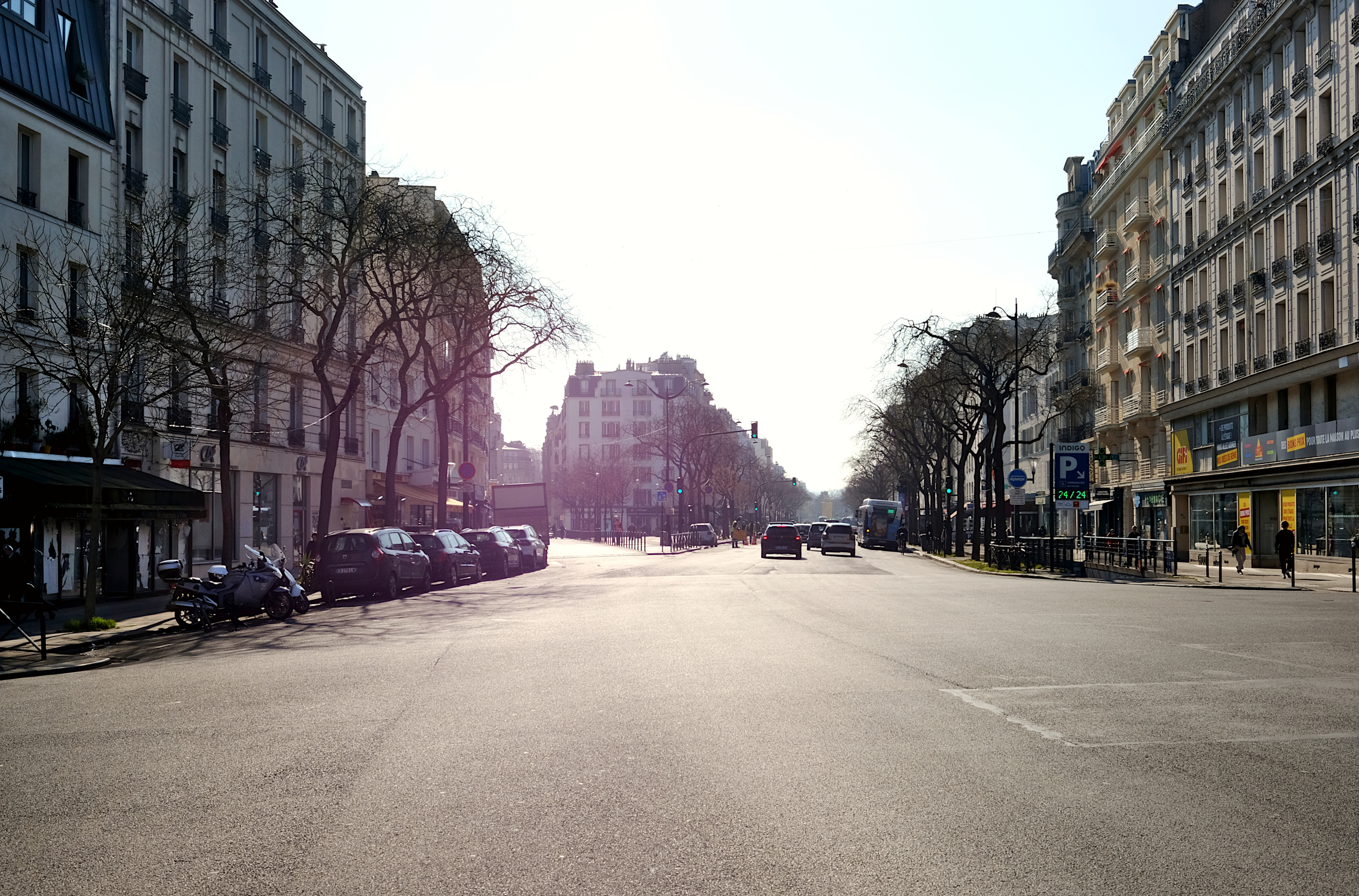
Vers la place de la Porte-de-Saint-Cloud.

## Origine du nom
Cette voie doit son nom à la ville de Versailles, résidence des rois de France, à laquelle elle mène.

## Historique

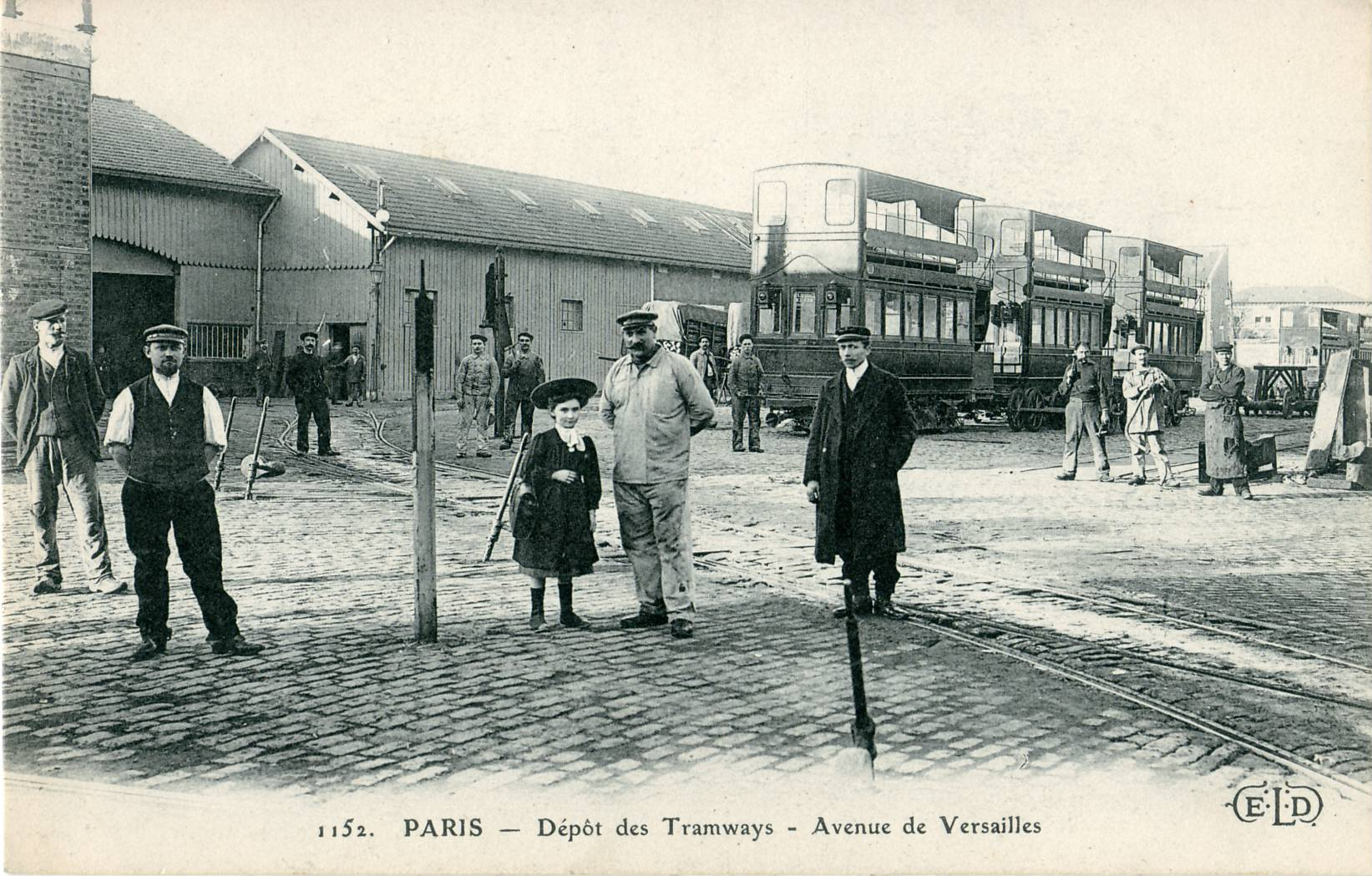
Dépôt des tramways vers 1900.

Précédemment appelée « route de Versailles » ou « route de la Reine », l'avenue de Versailles porte ce nom depuis le 1er février 1877. Elle a fait partie de la route nationale 10.
Située à l'origine sur la commune d'Auteuil, elle est intégrée à Paris lors de l'extension des limites de la capitale, en 1860, et l'annexion d'Auteuil. Elle est classée dans la voirie parisienne le 23 mai 1863.

## Bâtiments remarquables et lieux de mémoire
- Henri Farge (1884-1970), artiste peintre, vécut avenue de Versailles.
- De 1846 à 1865, l'artiste Paul Gavarni habite au no 49 route de Versailles (la numérotation a depuis été modifiée), au Point-du-Jour. L'historien de Paris Jacques Hillairet décrit sa résidence : « Il avait là une maison avec un grand parc où il aimait collectionner les lierres et les essences les plus rares ; il dut l'abandonner lorsque cet endroit fut exproprié pour la création du chemin de fer de Ceinture »[1],[2].
- Nos 16 : sur la façade est installé un bas-relief représentant Hercule combattant l'hydre de Lerne.
- Nos 25 : immeuble de 1931-1932 construit par les architectes Jean Ginsberg[3] et Berthold Lubetkin[4].
- Nos 42, à l'angle de la rue des Pâtures : immeuble de 1933 construit par l'architecte Jean Ginsberg[5].
- Nos 70-72 (et 2, rue Narcisse-Diaz) : immeuble d’habitation de style Art déco construit en 1928 par les architectes Jean Boucher et Paul Delaplanche ; les sculptures sont de F.-P. Joyeux[6] ; immeuble signé en façade.
- No 71 : salle Mirabeau Cinéma, ouverte en 1912 et fermée en 1918[7].
- Nos 75-77 : Pavillon de l'eau. Depuis 2024, Maison de l’Europe.
- Nos 78-80 : immeuble de logements de style Art déco construit par les architectes Jean Boucher et Paul Delaplanche en 1931[8].
- Nos 98-100 : immeubles de 1907 construits par l’architecte André Granet[9].
- No 114 ter : parc Sainte-Périne.
- No 122 : grande Avenue de la Villa-de-la-Réunion, voie privée.
- No 123 : Hortense Schneider, cantatrice française sous le Second Empire, résida à cette adresse ; une plaque lui rend hommage[10].
- No 142 : immeuble Jassedé (architecte : Hector Guimard) aux 142, avenue de Versailles (pierre de taille) et rue Lancret (brique claire) suivi au 1, rue Lancret d'un immeuble en brique très claire, inscrit à la liste des monuments historiques.
- No 143 : IUT de l'université Paris - Rives-de-Seine, à l'emplacement d'anciens locaux de l'« école normale de l'avenue de Versailles ».
- No 185 : lycée public René-Cassin.

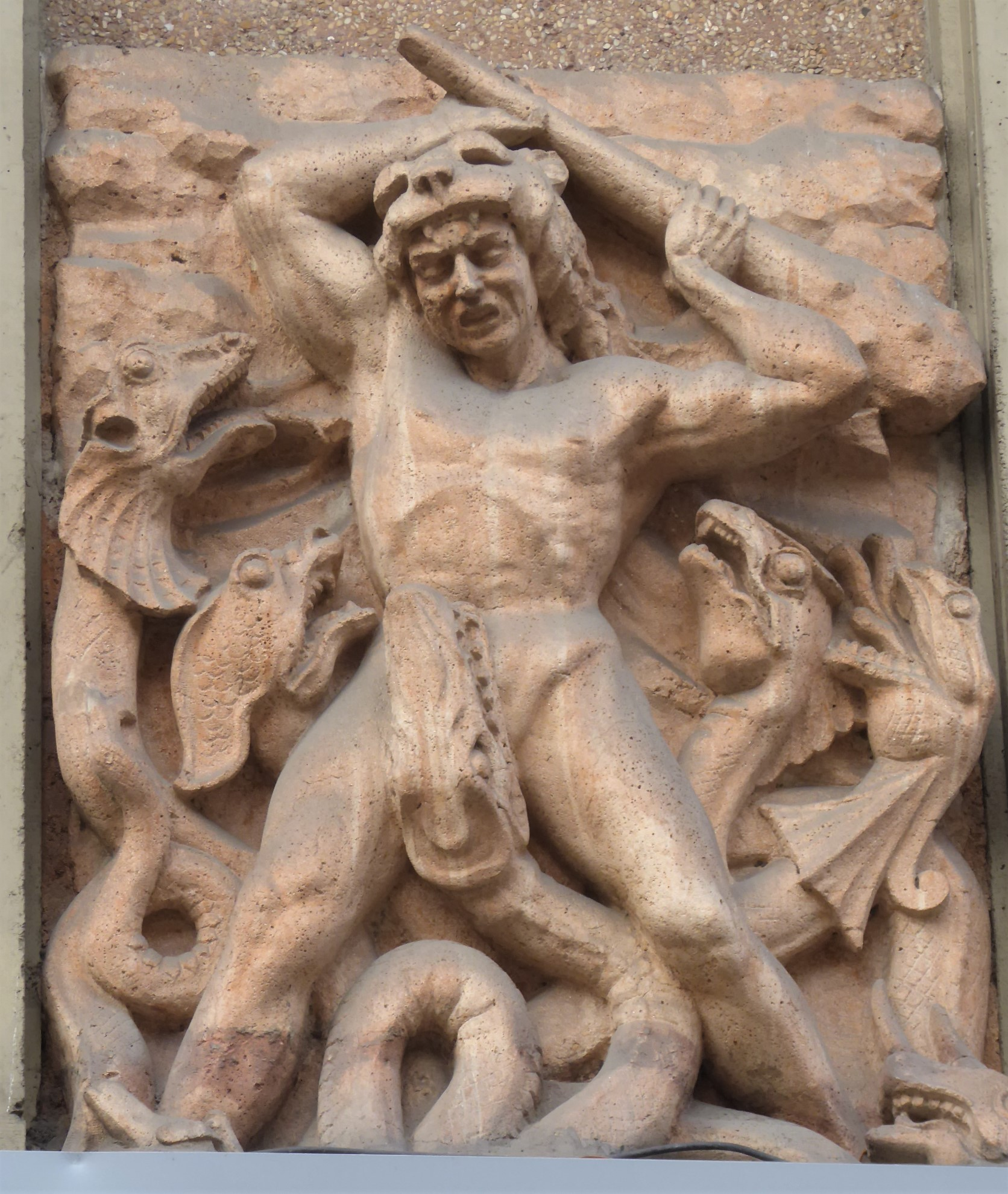
No 16.
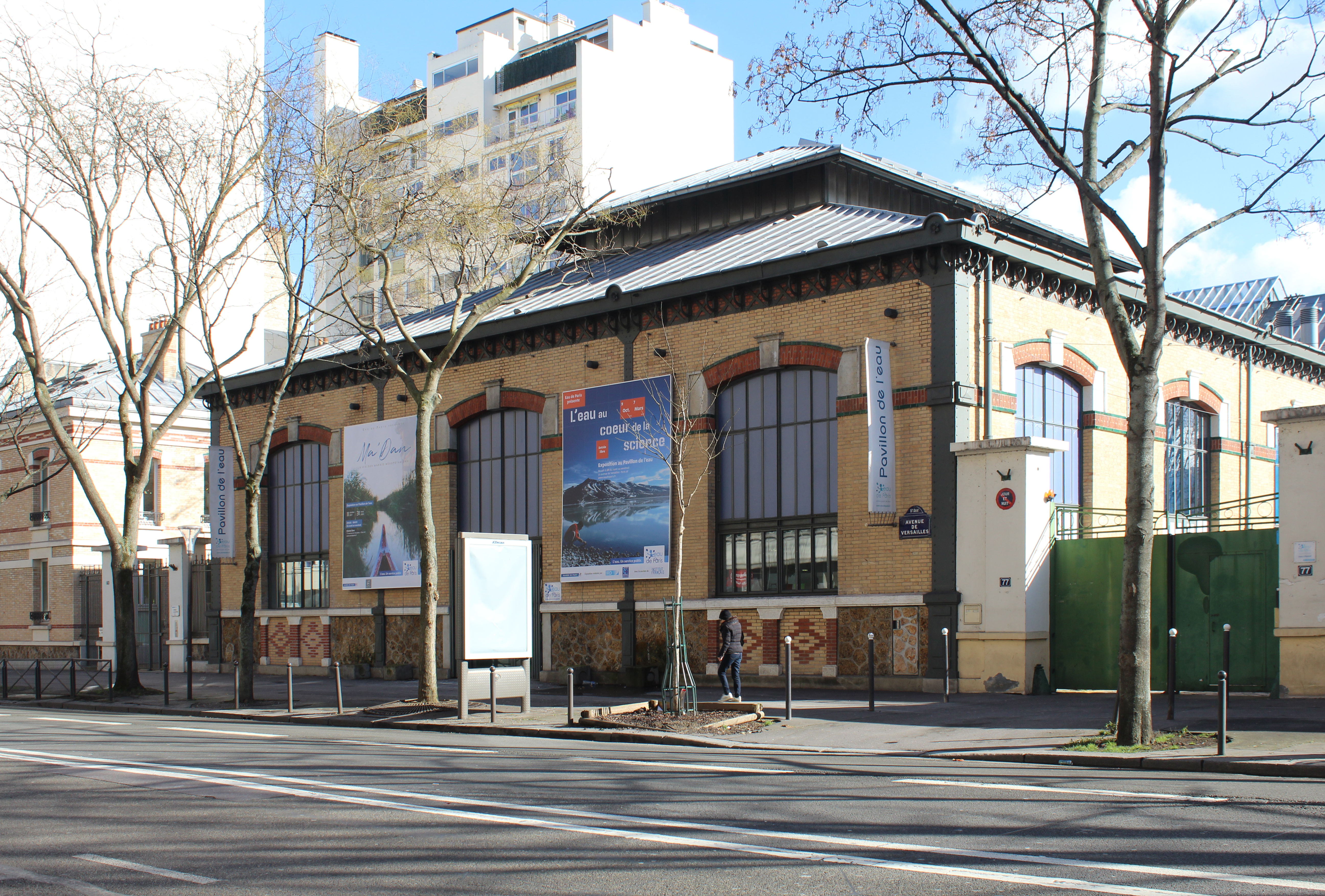
Pavillon de l'eau.
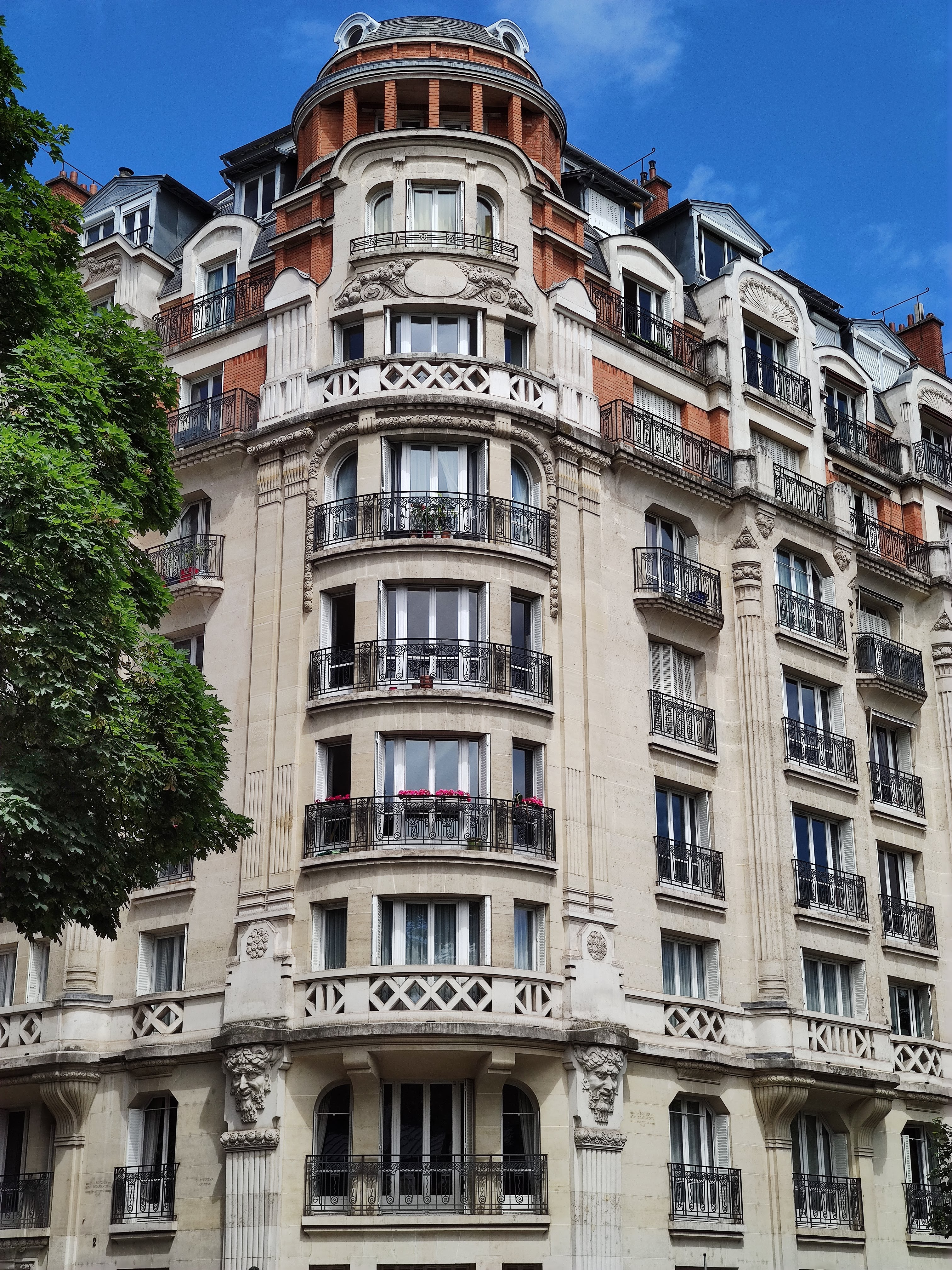
Nos 70-72.
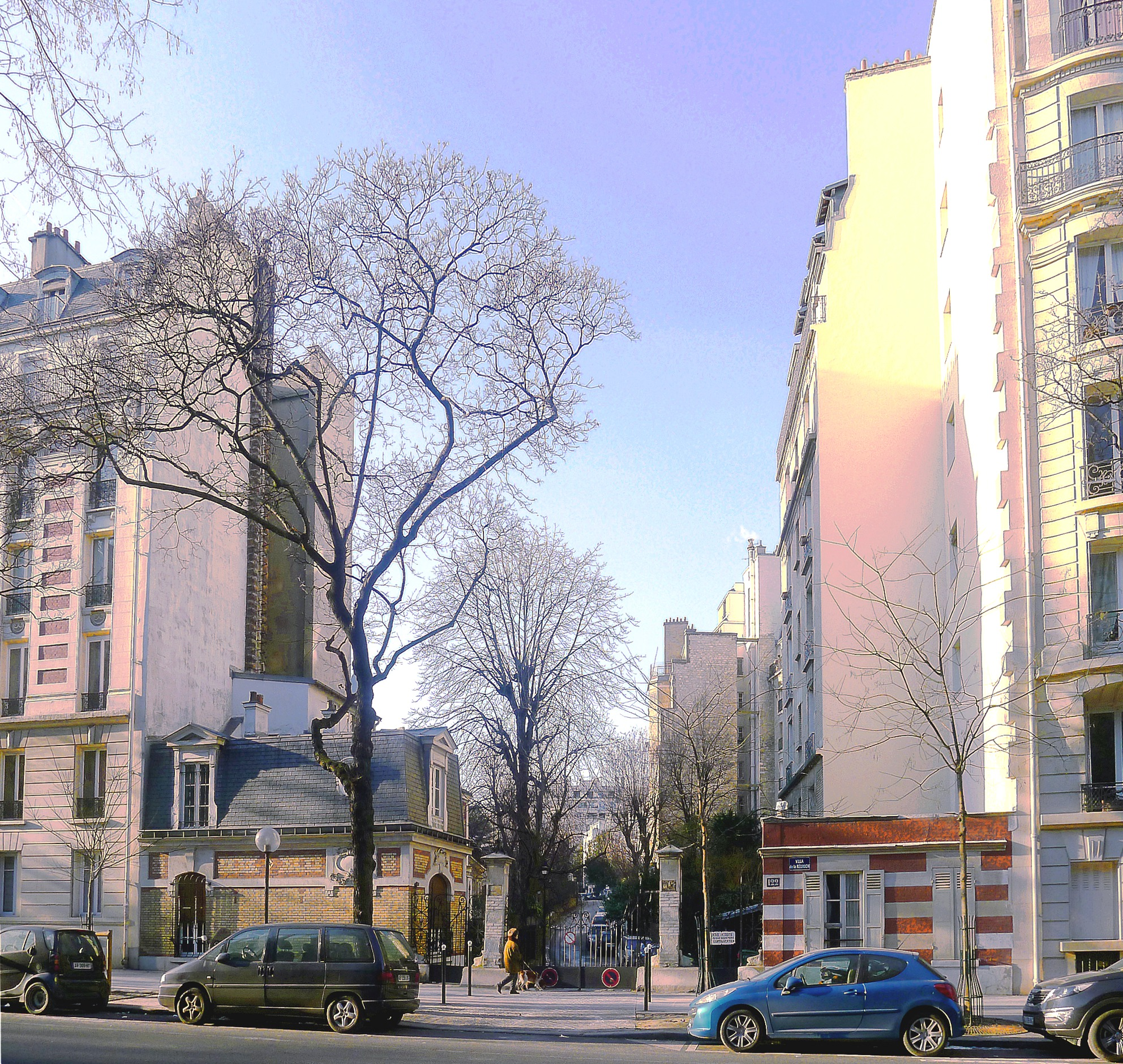
No 122 : entrée de la grande Avenue de la Villa-de-la-Réunion.
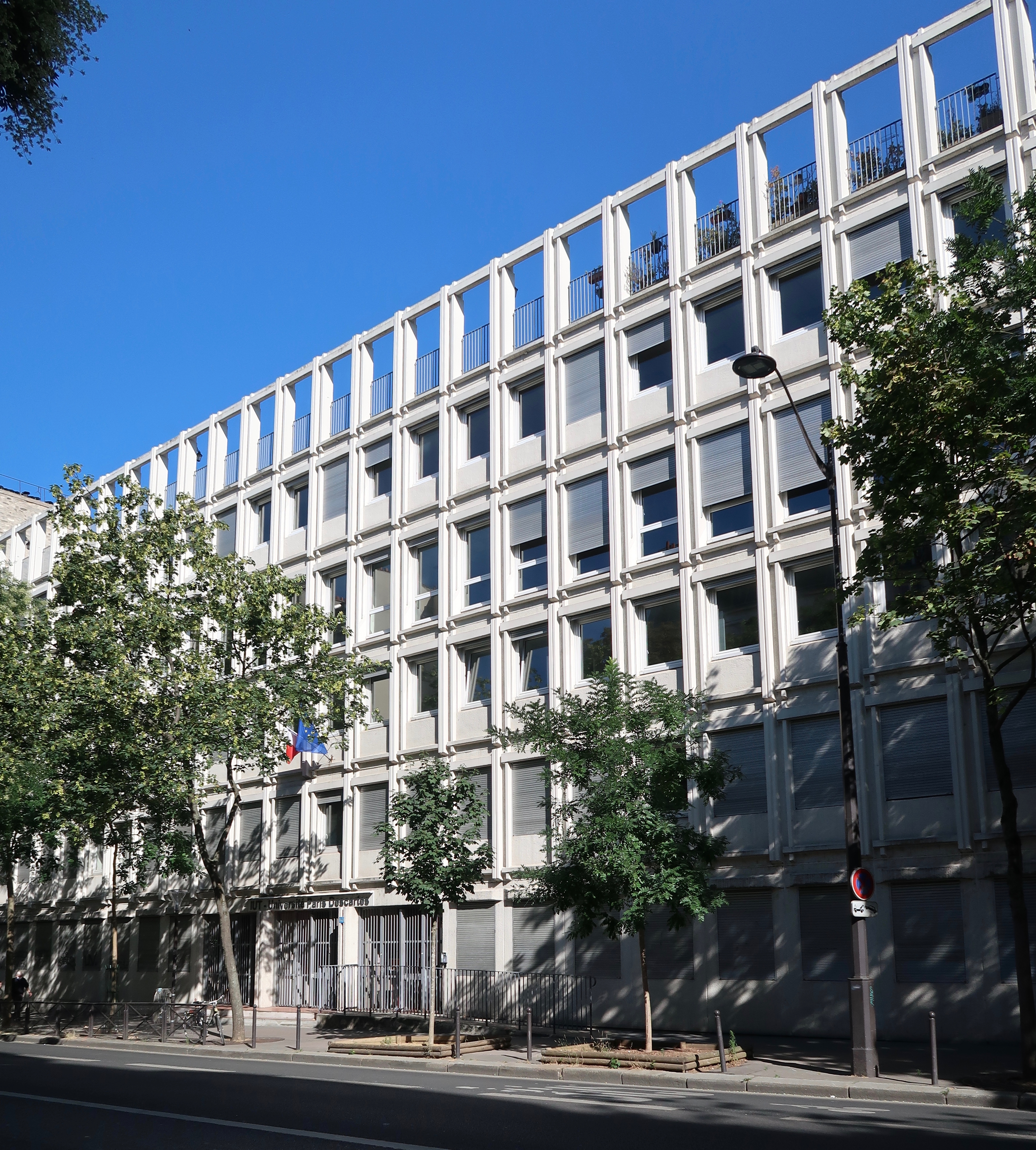
IUT au no 143.
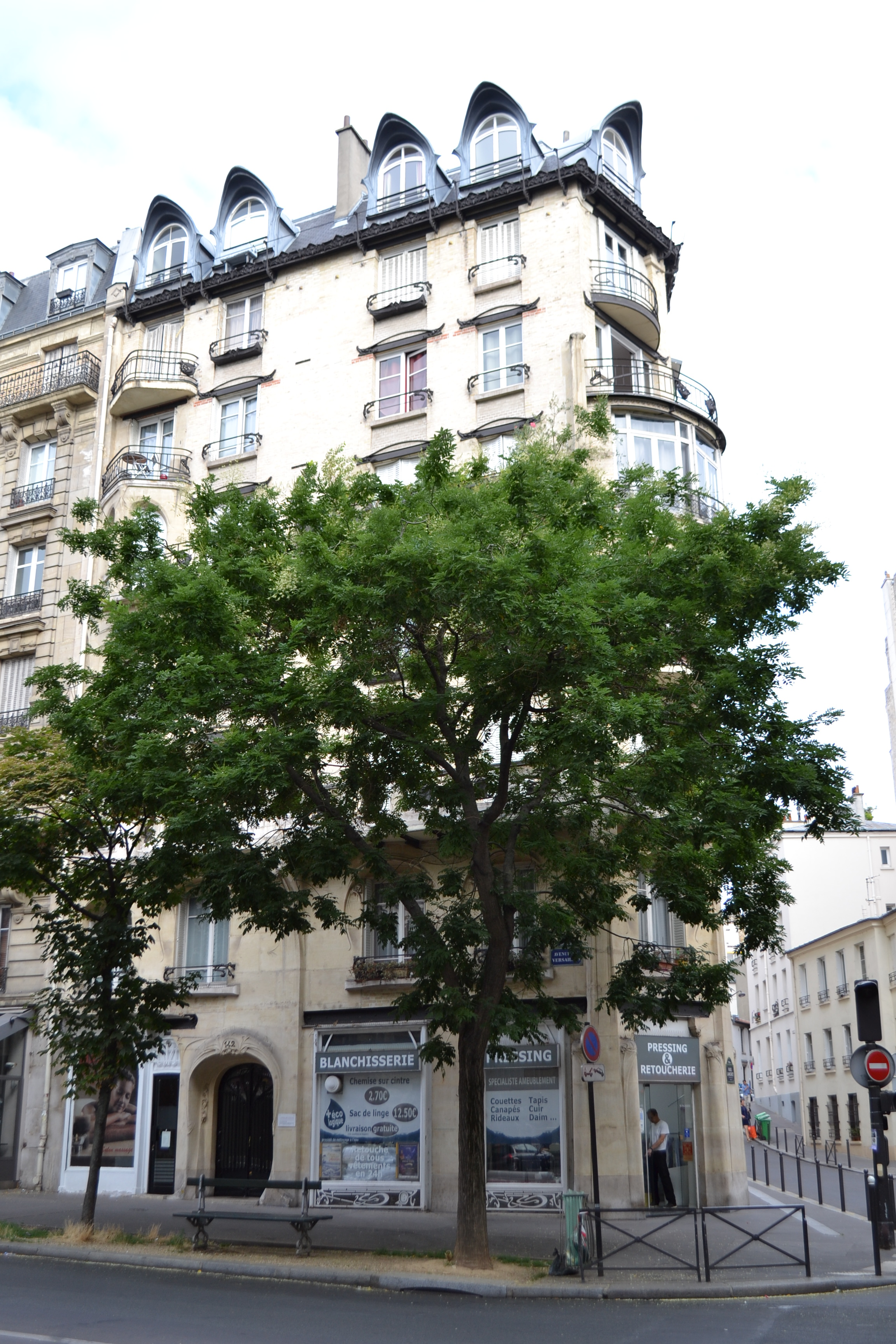
Immeuble Jassedé (1903).
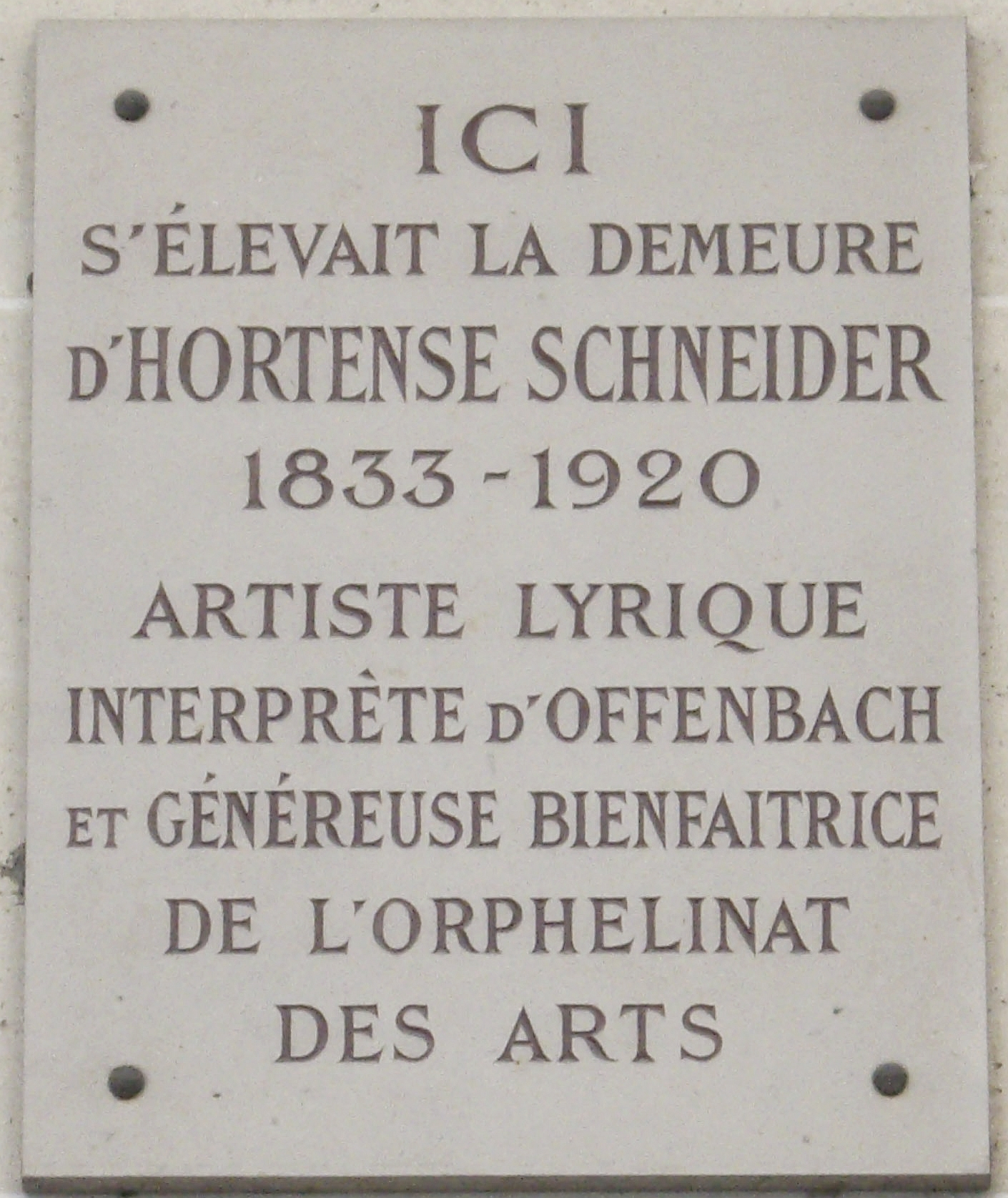
Plaque au no 123.
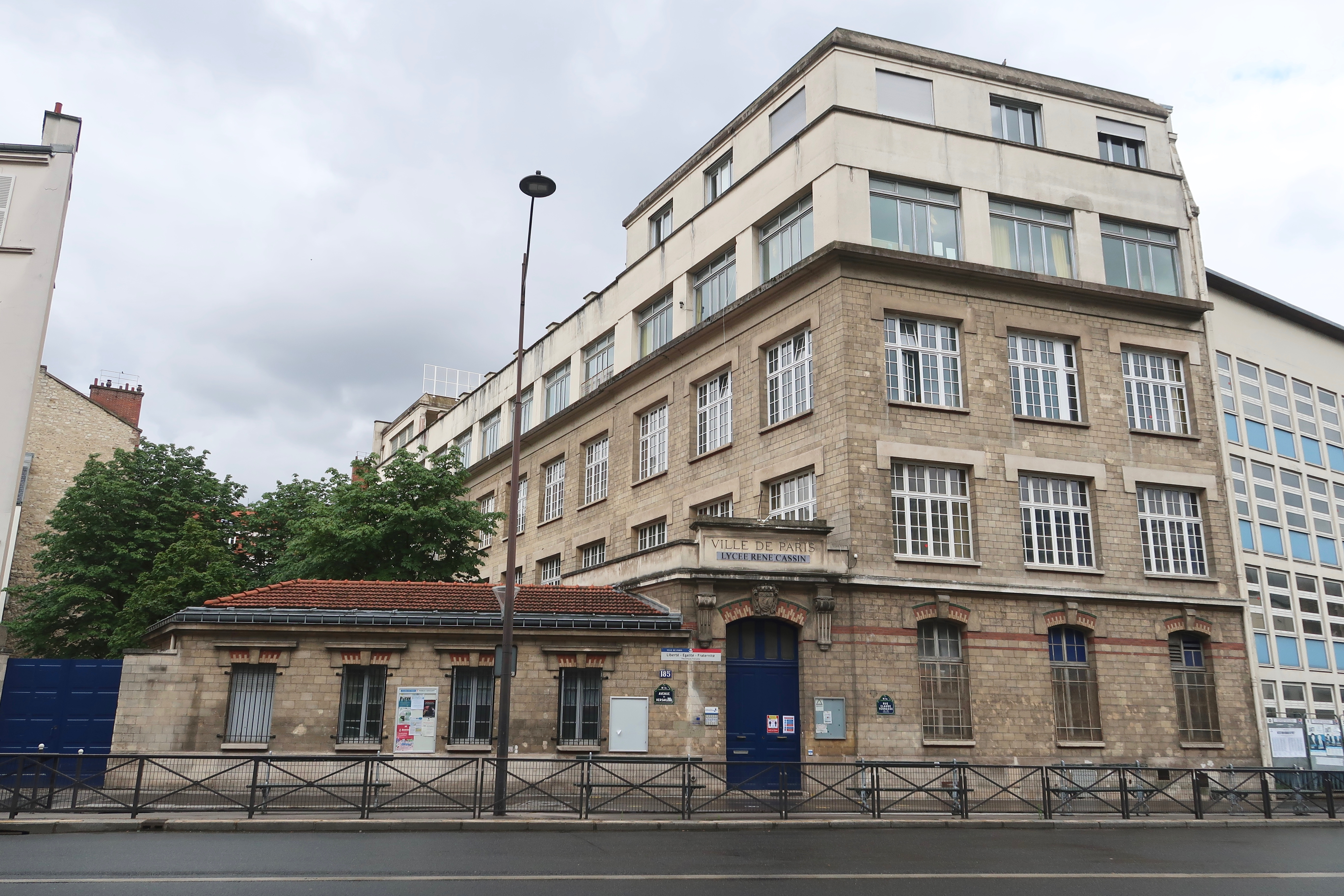
Lycée au no 185.
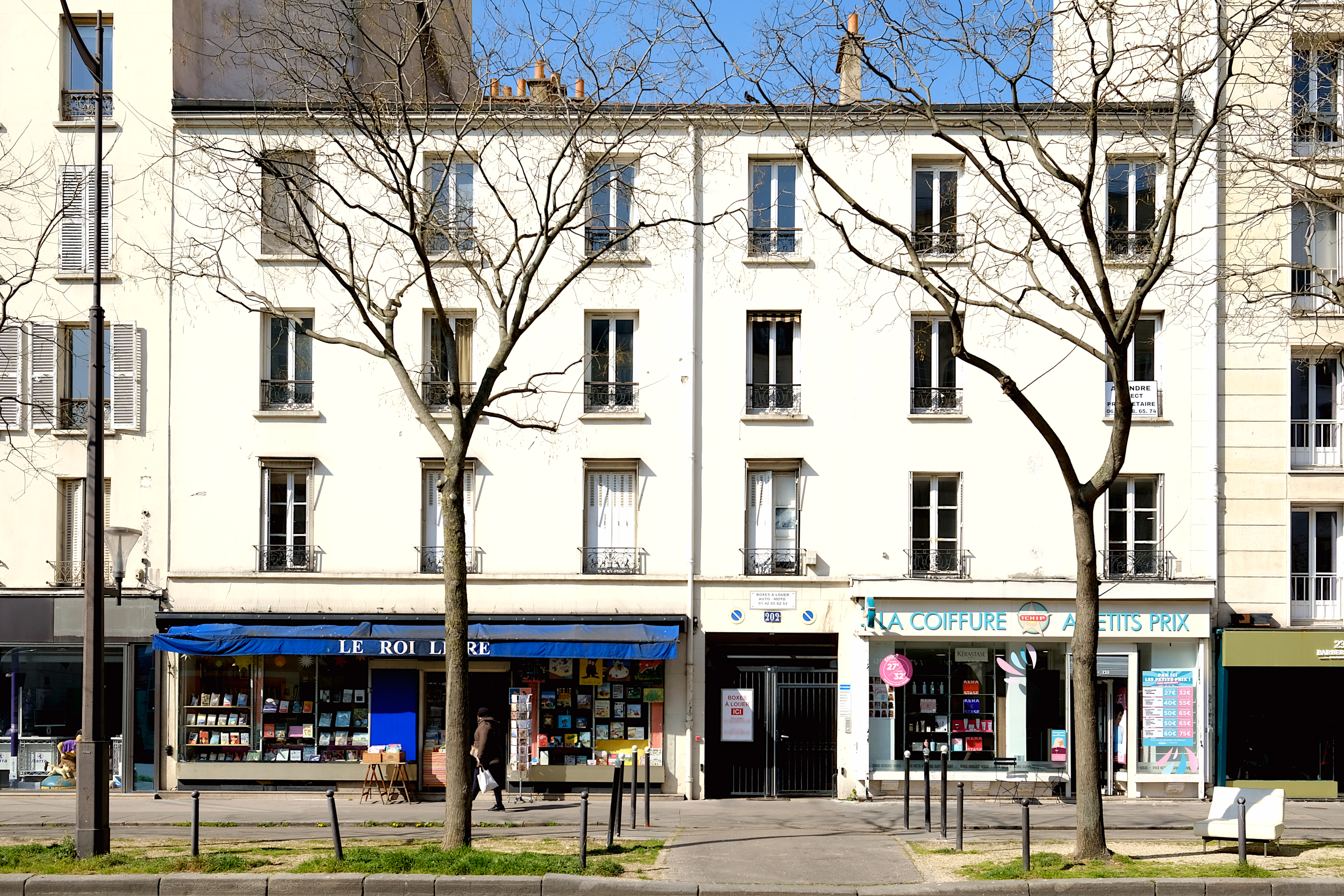
Immeuble au no 202.
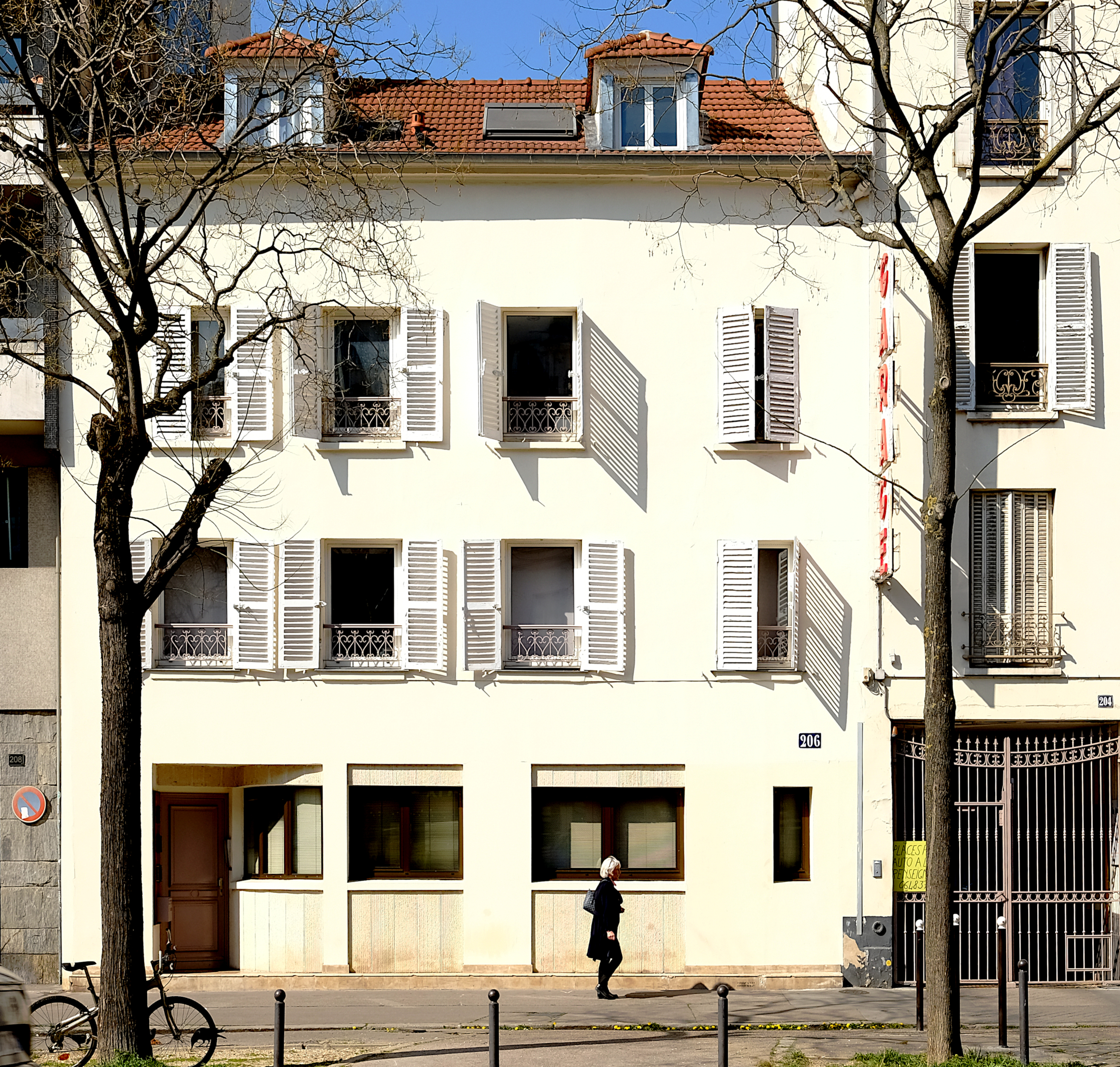
Maison de ville au no 206.